# NRP Dão (1934)
NRP Dão – portugalski niszczyciel z dwudziestolecia międzywojennego, jedna z siedmiu jednostek typu Douro. Okręt został zwodowany 27 lipca 1934 roku w stoczni Estaleiro Real de Lisboa w Lizbonie, a w skład Marinha Portuguesa wszedł 5 stycznia 1935 roku. Jednostka, modernizowana w latach 40. i 50. XX wieku, została skreślona z listy floty 29 listopada 1960 roku.

## Projekt i budowa
NRP „Dão” był jednym z pięciu portugalskich niszczycieli typu Douro (po sprzedaży jednostki prototypowej Kolumbii zwanego też typem Vouga), które zamówiono na podstawie 10-letniego planu rozbudowy floty z 1930 roku. Projekt okrętu powstał w 1931 roku w brytyjskiej stoczni Yarrow Shipbuilders, która na mocy podpisanego 12 czerwca 1931 roku kontraktu zbudowała dwie jednostki i wyprodukowała siłownie dla wszystkich niszczycieli . Stocznia wzorowała się na wprowadzonym do służby w 1927 roku brytyjskim niszczycielu HMS „Ambuscade”, lekko modyfikując uzbrojenie i przystosowując okręt do stawiania min . 
„Dão” zbudowany został w stoczni Estaleiro Real de Lisboa w Lizbonie (numer budowy stoczni Yarrow 1635) . Stępkę okrętu położono w 1933 roku, został zwodowany 27 lipca 1934 roku, a ukończono go 5 stycznia 1935 roku . Jednostka otrzymała tradycyjną dla niszczycieli portugalskich nazwę, pochodzącą od rzek – w tym przypadku rzeki Dão oraz oznaczenie burtowe „D” .

## Dane taktyczno-techniczne
„Dão” był średniej wielkości niszczycielem, z klasyczną dla niszczycieli okresu międzywojennego architekturą – uskokiem kadłuba w ⅓ długości, odkrytym od góry pomostem bojowym, dwoma kominami i dwoma masztami. Długość całkowita wynosiła 98,45 metra (93,57 metra między pionami), szerokość 9,45 metra i średnie zanurzenie 3,35 metra. Wysokość metacentryczna wynosiła 4,93 metra. Wyporność standardowa wynosiła 1219 ton, a pełna 1563 tony. Okręt napędzany był przez umieszczone na śródokręciu dwa zestawy turbin parowych systemu Parsonsa z przekładniami Curtissa o łącznej mocy 33 000 KM, do których parę (o ciśnieniu 28 at) dostarczały trzy wodnorurkowe kotły Yarrow . Dwa wały napędowe poruszały dwoma trójłopatowymi śrubami, obracającymi się na zewnątrz od płaszczyzny symetrii okrętu. Prędkość maksymalna wynosiła 36 węzłów. Okręt zabierał 296 ton mazutu (maksymalnie 345 ton), co zapewniało zasięg maksymalny 3500 Mm przy prędkości ekonomicznej 15 węzłów .
Głównym uzbrojeniem artyleryjskim były cztery pojedyncze działa kalibru 120 mm (4,7 cala) Vickers–Armstrong Mark IX L/45, osłonięte maskami przeciwodłamkowymi (jedno na pokładzie dziobowym, jedno w superpozycji na nadbudówce dziobowej, jedno na pokładzie rufowym i jedno na nadbudówce rufowej, także w superpozycji), z zapasem 140 sztuk amunicji o masie 22,7 kg na lufę. Masa całkowita działa wynosiła 3400 kg, długość 5,6 metra, szybkostrzelność 12 strz./min, prędkość wylotowa pocisku 915 m/s, a maksymalna donośność 19 500 metrów (przy kącie podniesienia lufy 45°). Broń przeciwlotniczą stanowiły trzy pojedyncze dwufuntowe działka przeciwlotnicze Vickers kal. 40 mm Mark VIII L/39, z zapasem 1500 pocisków o masie 0,916 kg na lufę, umieszczone na rufowym pokładzie ochronnym (dwa) i między kominami (jedno) . Masa działka wynosiła 279 kg, prędkość wylotowa pocisku 610 m/s, maksymalny kąt podniesienia lufy 85°, donośność maksymalna 7160 metrów, a pułap 4300 metrów. Uzbrojenie uzupełniały dwa poczwórne aparaty torpedowe kal. 533 mm (21 cali), dwa miotacze bomb głębinowych z zapasem 12 bomb oraz 20 min . 
Zarówno broń artyleryjska, jak i torpedowa dysponowały systemami kierowania ogniem, wspomagane dwoma dalmierzami Vickersa, umieszczonymi na dachu pomostu: o bazie 3 metrów dla dział kal. 120 mm i 4-metrowym dla działek przeciwlotniczych. Wyposażenie uzupełniały trzy reflektory, system sygnalizacji podwodnej, echosonda, żyrokompas, radiostacja, dwie szalupy, kuter roboczy oraz dwie tratwy ratunkowe. 
W momencie wejścia do służby załoga okrętu składała się ze 127 oficerów, podoficerów i marynarzy.

## Służba
8 września 1936 roku stacjonujący w Lizbonie „Dão” został opanowany przez zbuntowanych marynarzy z Rewolucyjnej Organizacji Floty celem przyłączenia portugalskich okrętów do walki w wojnie domowej w Hiszpanii po stronie republiki. Próbujący wyjść z portu okręt został uszkodzony ogniem artylerii z fortów Alto do Duque i Almada, w rezultacie wyrzucając się na brzeg w okolicy Cruz Quebrada. Po stłumieniu buntu uszkodzony niszczyciel został ściągnięty z mielizny i poddany długotrwałemu remontowi w stoczni Alcântara, który zakończył się 23 marca 1938 roku. Po wybuchu II wojny światowej, mimo neutralności, okręt wraz z innymi niszczycielami uczestniczył w patrolach wzdłuż wybrzeża oraz pomiędzy Azorami i Maderą. 16 sierpnia 1940 roku „Dão” podjął 20 rozbitków z brytyjskiego statku „British Fame” o pojemności 8406 BRT, który został storpedowany 12 sierpnia nieopodal Ponta Delgada przez włoski okręt podwodny „Alessandro Malaspina”. 30 marca 1942 roku „Dão” doznał lekkich uszkodzeń po kolizji z brytyjskim statkiem szpitalnym „Vasna” w Ponta Delgada.
W latach 1943–1944 dokonano wzmocnienia uzbrojenia przeciwlotniczego okrętu, montując trzy pojedyncze działka Oerlikon 20 mm L/70 (dwa po bokach pomostu, a jedno za drugim kominem), jak również dodano na rufie dwie zrzutnie bomb głębinowych i zamontowano ASDIC  . Kolejną, poważną modernizację jednostki przeprowadzono w latach 1946–1949 w Wielkiej Brytanii (na mocy kontraktu na remont pięciu bliźniaczych niszczycieli o łącznej wartości 1,4 mln £, podpisanego ze stoczniami Yarrow i Vickers–Armstrong): wzmocniono przedni maszt, usunięto przedni poczwórny aparat torpedowy (przenosząc na jego miejsce działko kal. 40 mm, uprzednio umieszczone między kominami), wyremontowano kotły i turbiny, skrócono tylny komin, usunięto 3-metrowy dalmierz, zamontowano natomiast radionamiernik, radary Typ 293 i 291M, dalocelownik artyleryjski Typ 285P4 oraz 10 tratw ratunkowych. W wyniku modernizacji wyporność standardowa wzrosła do 1238 ton (pełna do 1563 ton), a liczebność załogi do 184 osób.
W 1951 lub 1952 roku okręt otrzymał nowy numer taktyczny NATO – D331. W czerwcu 1953 roku „Dão” udał się z oficjalną wizytą do Wielkiej Brytanii z okazji koronacji królowej Elżbiety II. W latach 1957–1959 w lizbońskiej stoczni CUF niszczyciel przeszedł ostatnią już modernizację, która objęła demontaż dwóch umieszczonych w superpozycji dział kal. 120 mm i instalację w ich miejsce trzylufowego miotacza Squid kal. 305 mm (na dziobie) oraz podwójnego stanowiska działek przeciwlotniczych Bofors kal. 40 mm L/60 (na rufie). Wymieniono też wyposażenie radioelektroniczne okrętu, m.in. radar Typ 291M zastąpiono nowszym MLA1, zamontowano nowy sprzęt łączności oraz utworzono bojowe centrum informacji (CIC).
Okręt został skreślony z listy floty 29 listopada 1960 roku, po 25 latach służby.